# Solesmes, Nord
Solesmes är en kommun i departementet Nord i regionen Hauts-de-France i norra Frankrike. Kommunen ligger i kantonen Solesmes som tillhör arrondissementet Cambrai. År 2022 hade Solesmes 4 193 invånare.

## Befolkningsutveckling
Antalet invånare i kommunen Solesmes
| Referens: INSEE |